# Гуді
Гуді (до 2006 року грец. Γουδί та після 2006 — грец. Γουδή) — один з історичних районів Афін, розташований на північному сході міста. Адміністративно поділений між муніципалітетом Афіни та передмістям Зографу.

## Історія
28 серпня 1909 року з Гуді почалось Афінське повстання під проводом Дімітріоса Ралліса. Повстанці вимагали возз'єднання острову Крит із Грецією та реформування діючої Конституції. Ця подія також відома у сучасній історіографії як Переворот у Гуді.
Процес греко-турецького обміну населенням 1920-х років сприяв швидкій урбанізації Гуді. В цей період побудовано кілька церков, головне афінське стрільбище, лікарню імені Королеви Софії та кілька лабораторій для медичної школи — майбутнього медичного факультет у складі Національного університету імені Каподистрії.
15 листопада 1922 року у Гуді відбулась, так звана, Страта шістьох — грецьких військовиків, визнаних винними у поразці Греції в Греко-турецькій війні 1919—1922 років. Серед них були: Дімітріос Гунаріс, Георгіос Балтатзіс, Ніколаос Стратос, Ніколаос Феотокіс, Петрос Протопападакіс та Георгіос Хадзіянестіс.
21 квітня 1967 року в Гуді вступили військовики, встановивши режим військової хунти, відомий як «Режим полковників».
Напередодні Олімпіади 2004 року в Афінах у районі Гуді зведено кілька спортивних споруд, де пізніше провели змагання із п'ятиборства та бадмінтону.
На початку жовтня 2010 року в Гуді відкритий перший в Греції онкологічний центр для дітей, через 19 років після початку збору пожертв благочинною організацією «Ельпіда»  на чолі із послом доброї волі ЮНЕСКО Маріанною Вардіноянні.